# Roullours
Roullours település Franciaországban, Calvados megyében. Lakosainak száma 762 fő (2018. január 1.). Roullours Maisoncelles-la-Jourdan, Saint-Germain-de-Tallevende-la-Lande-Vaumont, Truttemer-le-Grand, Vaudry, Viessoix, Vire és Vire-Normandie községekkel határos.

## Népesség
A település népessége az elmúlt években az alábbi módon változott:
| Lakosok száma | 545  | 502  | 555  | 674  | 769  | 859  | 891  | 930  | 811  | 762  |
|               | 1962 | 1968 | 1982 | 1990 | 1999 | 2008 | 2011 | 2013 | 2017 | 2018 |